# Cortuosa
Cortuosa va ser una antiga ciutat d'Etrúria ocupada i destruïda pels romans l'any 388 aC, segons Titus Livi.
Sembla que estava situada en territori de Tarquinii i era una dependència d'aquesta ciutat, i també Contenebra, que va sofrir la mateixa sort que Cortuosa. Cap de les dues ciutats no es mencionen més a la història romana.